# Torkel Baden (landmand)
 Der er flere personer med dette navn, se Torkel Baden.
Torkel Baden (1734 i Vordingborg – 14. november 1805 i Gentofte) var en dansk landøkonomisk forfatter, bror til Jacob Baden.
Han fødtes i Vordingborg som søn af Jacob Baden, rektor ved Vordingborg lærde Skole. Torkel Baden, der blev dimitteret fra Vordingborg Skole 1754, havde i 1761-62 ansættelse som assistent ved de geografiske opmålinger, som lededes af professor Peder Kofod. 1763 blev han hovmester hos grev J.H.E. Bernstorff og senere forvalter på dennes gods, Bernstorff Slot, i Gentofte ved København. 1770 blev han udnævnt til kgl. inspektør ved det vordingborgske distrikt og nogle år efter til inspektør ved kongens gods Bådesgård på Lolland. 1780 blev han kammerråd. Han var korresponderende medlem af Det kongelige danske Landhusholdningsselskab. Han var gift 1. gang (1767) med Johanne Sørensen, 2. gang (1798) med Charlotte Helene Riisbrigh.
Baden var en varm talsmand for gennemførelsen af de store landboreformer i slutningen af det 18. århundrede. Hans første skrift, som han tilegnede kongen, Agerbruget og Landvæsenet i Dannemark, i Henseende til dets Udspring og indbyrdes Forhold (1770), var et første forsøg på at give en historisk udvikling af landbrugets udvikling gennem tiderne og de forhold, som betingede dets daværende usle tilstand, et arbejde, der vidner om ikke ubetydelig historisk kundskab og megen skarpsindighed. Hans andet, noget større arbejde, Beskrivelse over den paa Godset Bernstorff i Gientofte Sogn under Kiøbenhavns Amt iverksatte nye Indretning i Landbruget, fremlagt i nogle Breve til en Proprietair (1774), er et varmt og dygtigt forsvar for den nye orden, som til dels under hans egen medvirkning var gennemført på Bernstorff Gods med indførelse af arvefæste. Skriftet indeholder tillige gode oplysninger om tidens landbrug. I anledning af et 1773 udgivet skrift, Efterretning om de kgl. Domainers forrige og nuværende ekonomiske Forfatning i Vordingborg Amt, blev han indviklet i en temmelig vidtløftig og skarp strid med Esaias Fleischer, som affødte en del indlæg af mindre værd. Han påbegyndte også i 1782 at lade trykke en traktat om Hartkornets rette Brug og Benyttelse, men ophørte dermed, efter at nogle få ark var blevet færdige.
Han er begravet på Gentofte Kirkegård. Torkel Badens Vej i Hellerup er opkaldt efter ham.